# Adel Massaad
Adel Massaad (* 24. Juni 1964 in Moers) ist ein professioneller Tischtennisspieler und betreibt das von ihm gegründete Institut für Gesundheitsaufklärung (IFGA). Der deutsch-ägyptische Sohn eines Arztes stammt aus Geldern am Niederrhein.

## Tischtennis
Massaad verließ das Gymnasium in Geldern ohne Abitur und wurde Tischtennisprofi. Ursprünglich für das untere Paarkreuz (6er Mannschaften) geholt, entwickelte er sich bald zur Überraschung der Bundesliga und wurde zum starken Spieler im mittleren Paarkreuz. Sein Markenzeichen waren die Flickflacks nach seinen Siegen. 1985 wechselte er vom Verein TuS Rheinberg zum TTC Jülich, 1988 zur FTG Frankfurt. Ein Jahr später kehrte er nach Jülich zurück, das er 1995 Richtung Post SV Telekom Mülheim wieder verließ. 1989 wurde Massaad beim Ranglistenturnier DTTB-TOP-12 Zweiter, ein Jahr später kam er bei der Deutschen Meisterschaft im Einzel auf Platz drei.
Nach einem Gastspiel 1992/93 bei TTC Helga Hannover gewann er zusammen mit dem TTC Jülich 1993 den ETTU Cup, als Einzelspieler 1990 in Casablanca die Afrikameisterschaft. Mit der ägyptischen Mannschaft belegte er bei diesem Turnier den zweiten Platz. Viermal nahm er mit Ägypten an Weltmeisterschaften teil. 2007 qualifizierte er sich für die Teilnahme an den Olympischen Sommerspielen 2008.
Vom TTC Jülich wechselte er zum Post SV Telekom Mülheim (bis 1996). Danach spielte er bei verschiedenen Vereinen (Helga Hannover (1996), TTC BW Bergneustadt (1997), PSV Oberhausen (1998), Post SV Hagen (1999), SV Menzelen, TSV Krefeld-Bockum) in niedrigeren Spielklassen. Zur Saison 2006/07 kehrte er nach Jülich zurück, wo er als Spitzenspieler der 2. Herrenmannschaft für die Landesliga gemeldet ist, aber auch zu Einsätzen in der Bundesliga kam. Seit der Saison 2011/2012 spielt Massaad für den Oberligisten ASV Einigkeit Süchteln.

## Privat
Massaads Vater ist Ägypter, seine Mutter Algerierin. Deshalb ist er auch für Ägypten spielberechtigt. Er spielte lange Zeit nebenbei auch Volleyball beim TV Geldern, als Jugendlicher gehörte er zum Kader des Deutschen Volleyball-Verbandes.

## Turnierergebnisse
| Verband | Veranstaltung        | Jahr | Ort        | Land | Einzel        | Doppel       | Mixed        | Team |
| ------- | -------------------- | ---- | ---------- | ---- | ------------- | ------------ | ------------ | ---- |
| EGY     | Afrika-Meisterschaft | 1990 | Casablanca | MAR  | Gold          |              |              | 2    |
| EGY     | Afrikaspiele         | 2007 | Algeria    | ALG  | 8. Platz      |              |              | 1    |
| EGY     | Olympische Spiele    | 2008 | Peking     | CHN  | Qual          |              |              |      |
| EGY     | Weltmeisterschaft    | 2007 | Zagreb     | HRV  | Qual          | keine Teiln. | keine Teiln. |      |
| EGY     | Weltmeisterschaft    | 2006 | Bremen     | GER  |               |              |              | 30   |
| EGY     | Weltmeisterschaft    | 1991 | Chiba City | JPN  | Qual          | letzte 64    | Qual         | 49   |
| EGY     | Weltmeisterschaft    | 1989 | Dortmund   | FRG  | letzte 128    | letzte 64    | letzte 128   |      |
| EGY     | World Cup            | 1990 | Chiba City | JPN  | 13.–16. Platz |              |              |      |

## PR-Unternehmen
Massaad arbeitet in der PR-Branche in dem von ihm gegründeten „Institut für Gesundheitsaufklärung“ (IFGA) mit Sitz in seiner Heimatstadt Geldern.
2006 enthüllte das Magazin Stern, dass Massaad verdeckt Public Relations für Pharmaunternehmen betreibt und dafür allein im Frühjahr 2006 von verschiedenen Pharmafirmen insgesamt mehr als 1,2 Millionen Euro erhalten hat. Massaad dementierte die Zahlungen nicht, bemühte sich aber, dem Stern auf juristischem Wege die Veröffentlichung zu untersagen. Zu Unrecht habe der Stern behauptet, er habe sich in der Focus-TV-Sendung im Jahre 2004 und bei Rhein-Main-TV als promoviert ausgegeben.
Laut dem Spiegel vom 7. Februar 2011 hat Massaad im Jahr 2006 mit einem Geschäftspartner versucht, den unabhängigen Medikamentenprüfer Peter Sawicki, damals Leiter des Kölner Instituts für Qualität und Wirtschaftlichkeit im Gesundheitswesen (IQWiG), zu diskreditieren. Er habe sich selbst dem Stern als Informant angeboten, um der Redaktion angeblich „belastendes Material“ über die unabhängigen Qualitätsprüfer zu übergeben.
Im Jahr zuvor hatte Massaad mit der These „Mehr Sex gleich Aufschwung“ die Öffentlichkeit gesucht. Aus einer einfachen Personenbefragung gewann das Massaad-Institut die Erkenntnis „wer im Bett nicht kann, ist schlecht gelaunt, unkonzentriert und macht Fehler“. Aus der laut Befragtenauskunft als Folge von schlechtem Sex durchschnittlich verkürzten Arbeitszeit von 1,06 Stunden errechnete Massaad einen „volkswirtschaftlichen Schaden der Impotenz“ von 65,3 Milliarden Euro.
Aufgefallen ist Massaad unter anderem im Zusammenhang mit Berichten über die Arzneimittel Botox, Levitra und Tamiflu.
Das „Institut“ bemüht sich regelmäßig, mit zugespitzten Aussagen über mehr oder weniger bekannte medizinische Sachverhalte in die Schlagzeilen zu kommen. Dabei ging es bisher unter anderem um hormonelle Gefahren von Damenbärten sowie um „Turbo-Schönheitsoperationen“.
Die Arbeitsmethode des Instituts besteht laut Eigenaussage darin, dass „bestehende Studien von den Experten der IFGA analysiert“ werden. Über den Institutsinhaber Massaad hinaus sind indessen keine Mitarbeiter bekannt. Zur fachlichen Qualifikation des Inhabers gibt es keine Auskunft. Massaad gibt an, einen medizinischen Beirat zu haben, der aus „Vertretern medizinischer Verbände, Institutionen, Fachkliniken und Universitäten“ bestehe, nennt aber keine Namen, die eine Überprüfung dieser Behauptung ermöglichen würden. Das „Institut“ verkauft einen Newsletter für 650 Euro im Monat.

## Sonstiges
Vor Gründung seines PR-Unternehmens trat Massaad mindestens zweimal in unterschiedlichen Rollen in Fernsehsendungen auf. In einer Talkshow des SWR im Jahr 2002 behauptete er, dass er ein Familienvater sei, der sich mit Botox-Spritzen behandeln habe lassen, und dass er mit dem Ergebnis sehr zufrieden sei. In einer Focus-TV-Sendung im Jahre 2004 trat er als Gesundheitsexperte auf und äußerte sich in dieser Rolle zu der Problematik unfachmännisch ausgeführter Schönheitsoperationen.
Für Die Zeit hat er Kontakt zu einer Frau hergestellt, die sich einer Schönheitsoperation (Mammaaugmentation) unterziehen wollte. Die Redakteurin wollte über eine solche Operation berichten und hatte ihn um den Kontakt gebeten. In dem Bericht wird Massaad als „Sprecher der Medical Consulting“ zitiert.
Am 30. Juli 2020 hat Adel Massaad die Prüfung als Besitzertrainer bestanden und zeichnete ab dann auch als Trainer für die Pferde im Adel Ressort verantwortlich. „Ab heute stehen Brian Boru, El Faras, Theo, Daring Match und Haylah auf der eigenen Trainingsliste“, so Massaad in einer Presseinformation. „Ich möchte mich bei Herrn Snackers für die harmonische Zusammenarbeit bedanken. Ich freue mich jetzt auf eine spanende Zukunft, jedoch steht für mich vor den Erfolgen das Wohl der Pferde an absolut erster Stelle.“
Am 12. Oktober 2023 wurde Adel Massaad vom Ordnungsausschuss des deutschen Galopprennsports vorläufig die Besitzertrainerlizenz entzogen, zwar vorläufig, aber dennoch mit sofortiger Wirkung. In einer öffentlichen Verhandlung wurde gegen ihn ein Lizenzentzug von 18 Monaten verhängt, wovon ein Teil zur Bewährung ausgesetzt wurde, sowie eine Geldbuße in Höhe von 40.000 Euro. Es geht um drei Fälle: Ein positives Testergebnis bei El Faras am 30. Juli 2023 in München während einer Wettkampfkontrolle sowie das Auffinden unerlaubter Substanzen im Blut aktiver Rennpferde bei unangekündigten Trainingskontrollen am 19. August 2023 und 18. September 2023, ohne dass diese im Medikamentenbuch verzeichnet waren. Besitzertrainer Massaad wurde in allen Anklagepunkten für schuldig befunden. Wer das Medikamentenbuch falsch geführt oder die unerlaubten Substanzen verabreichte, konnte nicht geklärt werden, war für eine Verurteilung ohnehin irrelevant.
Aufgrund der vorläufigen Sperre, die auf den bereits bestehenden Entzug der Besitzertrainerlizenz angerechnet und teilweise zur Bewährung ausgesetzt wurde, ist es Adel Massaad ab Juni 2024 wieder erlaubt, seine Trainertätigkeit aufzunehmen. Die Bewährungsfrist beträgt zwei Jahre.

## Belege
1. ↑  Zeitschrift DTS, 1985/10 Seite 9
2. ↑  Zeitschrift DTS, 1988/6 Seite 8
3. ↑  Zeitschrift DTS, 1989/7 Seite 20
4. ↑  Zeitschrift DTS, 1995/6 Seite 47
5. ↑   Ergebnisse von Adel Massaad bei internationalen Turnieren (Memento vom 30. September 2007 im Internet Archive), ITTF-Datenbank (englisch)
6. ↑  Zeitschrift tischtennis, 2007/9 Seite 28
7. ↑  Bundesliga-Spielergebnisse in der Saison 2006/2007, click-tt.de
8. ↑  Spielerportrait auf click-tt.de, Seitenaufruf vom 14. September 2011
9. ↑  Adel Massaad Ergebnisse aus der ITTF-Datenbank auf ittf.com  (abgerufen am 12. September 2011)
10. 1 2  Pharmalobby: Gib dem Affen Zucker, Stern, 13. Juni 2006
11. ↑  Pharmalobby verunglimpft unabhängige Medikamentenprüfer, Presseportal.de, 13. Juni 2006
12. ↑  Der Spiegel vom 7. Februar 2011, S. 9.
13. ↑  Levitra-Studie 2005: Fehlt der deutschen Wirtschaft Potenz?, Presseportal.de, 7. April 2005
14. ↑  Markus Grill: Ein Watchblog als Pranger. Online seit 7. März 2013, abgerufen am 6. Juni 2021.
15. ↑  Institut für Gesundheitsaufklärung (IFGA) warnt: Damenbart ist Hinweis auf Unfruchtbarkeit (Memento vom 5. Mai 2008 im Internet Archive), Presseportal.de, 1. Dezember 2005
16. ↑  Gefährliche „Turbo-Operationen“ (Memento vom 19. Dezember 2007 im Internet Archive), Presseportal.de, 1. Dezember 2005
17. ↑  Operation Glück (Memento vom 5. Mai 2007 im Internet Archive), Die Zeit, Ausgabe 49/2002
18. ↑  Adelresort: Massaad jetzt selbst der Trainer - GaloppOnline.de. 3. August 2020, abgerufen am 17. April 2024 (deutsch).
19. ↑  Besitzertrainer-Prüfung: Alle Teilnehmer haben bestanden, auf deutscher-galopp.de
20. ↑  Positive Kontrollen: Adel Massaad vorläufig Lizenz entzogen, auf news.pferdewetten.de
21. ↑  Entzug der Besitzertrainer-Lizenz: Das sagt Adel Massaad, auf news.pferdewetten.de
22. ↑  München - Dallmayr Capsa-Rennen 30.07.2023, 13:23, auf deutscher-galopp.de

| Personendaten    | Personendaten                                                   |
| ---------------- | --------------------------------------------------------------- |
| NAME             | Massaad, Adel                                                   |
| KURZBESCHREIBUNG | deutscher Tischtennisspieler sowie Public Relations-Unternehmer |
| GEBURTSDATUM     | 24. Juni 1964                                                   |
| GEBURTSORT       | Moers                                                           |